# Mariage de l'infant Jaime d'Espagne et d'Emmanuelle de Dampierre
Le mariage de l'infant Jaime d'Espagne et d'Emmanuelle de Dampierre se déroule le 4 mars 1935, à Rome, en Italie.
Duc de Ségovie depuis qu'il a renoncé à ses prétentions sur le trône espagnol, l'infant Jaime (Jacques-Henri pour les légitimistes français), fils cadet du roi Alphonse XIII d'Espagne, fait la connaissance de l'aristocrate franco-italienne Emmanuelle de Dampierre, fille du prince de San Lorenzo Nuovo Roger de Dampierre, alors qu'il vit en exil en Italie. La relation du jeune couple commence au cours de l'année 1934 à la suite de l'arrangement entre le roi Alphonse XIII et la princesse Vittoria Ruspoli, mère d'Emmanuelle.

## Rencontre et fiançailles du couple
La famille royale espagnole est en exil depuis 1931 et l'ancien roi Alphonse XIII vit à Rome avec ses enfants. L'aîné, Alphonse, a renoncé au trône pour épouser la Cubaine Edelmira Sampedro. Sous les pressions de son père, le deuxième fils du roi, don Jaime, doit à son tour renoncer au trône espagnol parce qu'il est sourd-muet. Après l'avoir titré duc de Ségovie, son père cherche à lui trouver une épouse n'appartenant pas à la royauté, ce qui permettrait d'exclure définitivement la possible descendance de Jaime, selon la Pragmatique sanction de 1776.
La famille d'Emmanuelle est quant à elle dans une situation difficile. En effet, depuis son divorce, la princesse Vittoria Ruspoli n'a que peu de ressources financières. Souhaitant un mariage avantageux pour sa fille aînée, elle demande de l'aide à son ami, le roi Alphonse XIII. Le couple se fiance à la fin de l'année 1934, Jaime offre à sa fiancée une bague de fiançailles formée d’un seul saphir bleu velouté.

## Préparatifs du mariage

Armoiries d'alliance d'Emmanuelle de Dampierre.

La robe d’Emmanuelle est semblable à celle de la duchesse de Kent et confectionnée, par ailleurs, dans le même tissu.

## Déroulement
La princesse Vittoria Ruspoli et sa mère, la princesse douairière de Poggio Suasa (née Curtis), reçoivent le « Tout-Rome aristocratique, diplomatique et artistique au Palais Ruspoli ». On reconnaît dans l'assistance : 

« S.A.R. l’infante Christine de Bourbon, S.A.R. le prince Christophe de Grèce, S.A.I. le grand-duc Dimitri, LL.AA.RR. le comte et la comtesse de Paris, Son Éminence le prince Chigi Albano, le prince d’Arsoli, le prince et la princesse François Ruspoli, la princesse Orsini, la duchesse de Gramont née Ruspoli, la princesse Marthe-Marie Ruspoli née de Chambrun, le prince et la princesse Ruffo Délia Scalettâ, le marquis M’Ajetta, le prince et la princesse Ruffo de Calabria, S. Exc. l’ambassadeur de France et la comtesse Charles de Chambrun, Mme Charles Roux, S.E. M. Macedo Soarez, S. Exc. l'ambassadeur du Brésil ; le comte et la comtesse Robert de Dampierre, M. Hubert Guérin, Monsieur le Général Teruzzi, le prince Jean Ruspoli, le marquis et la marquise Dusmet, la marquise de Bagno, le marquis et la marquise Persichetti-Ratti, le prince Livio Borghese et la princesse Borghèse, le comte et la comtesse Cagiano de Azevedo, le prince Eugenio Poli Rus et la princesse née Lahouchère, la marquise Salvago-Raggi, le comte et la comtesse Guy de Dampierre, la baronne de Bilt, la marquise Cavriani, la princesse Giovanelli, la comtesse de Gramont, la comtesse Serristori, la marquise Leonardi, Mme et Mlle Émile Maie, la princesse Radziwill, le prince Galitzine, la princesse Iliusky, Mme Masagedow, le comte et la comtesse Aymon de Dampierre, la comtesse Martin-Franklin, Mme Strong, la princesse di Frasso, la princesse del Drago, la duchesse Grazioli, la princesse Chigi Délia Rovere. »

L'union se déroule le 4 mars 1935 en l'église Saint-Ignace-de-Loyola, située à Rome. La cérémonie se déroule selon l'usage espagnol et est célébrée par l'ancien archevêque de Tolède et primat d'Espagne, Pedro Segura. Toujours selon l'usage espagnol, c'est l'ancien roi Alphonse XIII qui conduit la fiancée jusqu'à l'autel.
La reine Victoire-Eugénie et la princesse Béatrice, mère et grand-mère maternelle de Jaime, ne sont pas présentes. En effet, l'ancienne reine d'Espagne refuse de revoir son époux et n'assiste donc pas aux mariages de ses enfants,. Peu après ses noces, le couple princier part néanmoins pour Londres afin de saluer les deux femmes.
Les témoins de Jaime sont son grand-oncle le prince Louis-Ferdinand de Bavière, son cousin l'infant Alphonse et le duc de Spolète (futur roi de Croatie). Les témoins d'Emmanuelle sont ses cousins, les comtes Aymon et Robert de Dampierre ainsi que son oncle le prince Ruspoli.

## Couverture médiatique
La presse mondiale couvre abondement l'événement et British Pathé (en) réalise un court documentaire consacré au mariage. Cependant, la presse espagnole, soumise à la censure républicaine, ne publie quasiment aucun article sur la cérémonie, à l'exception du journal monarchiste ABC (comme pour le mariage de don Juan et de María de las Mercedes quelques mois plus tard).

## Cadeaux de mariage
Le Pape Pie XI offre au couple un chapelet ainsi qu’un livre de prière. De son côté l’ex roi Alphonse XIII offre à sa nouvelle belle-fille un diadème et un collier de saphir ayant tout deux appartenus à la reine Marie-Christine.

## Invités notables

### Proches du marié
- L'ancien roi Alphonse XIII, père du marié
  - Le prince et la princesse de Civitella-Cesi, beau-frère et sœur du marié
  - L'infante María Cristina, sœur du marié
  - L'infant Juan, frère du marié
- Le prince et la princesse Louis-Ferdinand de Bavière, oncle et tante du marié (témoin du marié)
  - Le prince Ferdinand de Bavière, oncle du marié
    - L'infant Louis-Alphonse, cousin germain du marié
    - L'infant Joseph-Eugène et María de la Asunción de Messía y de Lesseps, cousin germain du marié et son épouse
    - L'infante María de las Mercedes, cousine germaine du marié
- Le marquis et la marquise de Carisbrook, oncle et tante du marié
  - Lady Iris Mountbatten, cousine germaine du marié
- La marquise de Milford Haven, grand-tante du marié
  - Le marquis et la marquise de Milford Haven, cousin du marié et son épouse
  - Lord Louis Mountbatten et l'honorable Edwina Ashley, cousin du marié et son épouse
- L'infant Charles et l'infante Louise, oncle et tante du marié
  - L'infant Alphonse, cousin germain du marié
  - Le comte et la comtesse Zamoyski, cousine germaine de la mariée
  - Le prince Charles, cousin éloigné du marié
  - La princesse María de los Dolores, cousine éloignée du marié
  - La princesse María de la Esperanza, cousine éloignée du marié
  - La princesse María de las Mercedes, cousine éloignée du marié
- L'infante Eulalie, tante du marié
  - Le duc et la duchesse de Galliera, cousins du marié

### Proches de la mariée
- Le prince de San Lorenzo Nuovo et la princesse Vittoria Ruspoli, parents de la mariée
  - Richard, duc de San Lorenzo, frère de la mariée
  - Yolande Béatrice de Dampierre, sœur de la mariée
- La princesse douairière de Poggio Suasa, grand-mère de la mariée
  - Le prince (en) et la princesse de Poggio Suasa et de Ruspoli, oncle et tante de la mariée
    - Marcantonio Ruspoli (en), cousin germain de la mariée
    - Alexandre Ruspoli, cousin germain de la mariée
- Le comte et la comtesse della Gherardesca, oncle et tante de la mariée
  - Gaddo della Gherardesca, cousin germain de la mariée
- Le prince (en) et la princesse de Candriano, oncle et tante de la mariée
  - Galeazzo Ruspoli (en), cousin germain de la mariée
- La duchesse de Gramont, cousine de la mariée
- Le marquis et la marquise de Dampierre, cousin de la mariée et son épouse
- Le comte et la comtesse Aymon de Dampierre, cousin de la mariée et son épouse
- Le comte et la comtesse Guy de Dampierre, cousin de la mariée et son épouse
- Le comte et la comtesse Robert de Dampierre, cousin de la mariée et son épouse

### Invités royaux étrangers
- Le roi et la reine d’Italie[8].
  -  Le prince et la princesse de Piémont
  -  Le duc et la duchesse d'Aoste
  -  Le duc de Spolète (témoin du marié)
  -  Le duc et la duchesse de Gênes (it)[9]
- La grande-duchesse et le prince consort
  -  La grande-duchesse douairière

### Membres de maisons royales non régnantes
- Le roi Ferdinand Ier de Bulgarie[8]
- Le prince Christophe de Grèce et son épouse la princesse Françoise d'Orléans
- La grande-duchesse Georges Mikhaïlovitch de Russie, née princesse Marie de Grèce[9]
- Le grand-duc Dimitri et la princesse Romanovska-Ilinska
- La reine douairière de Portugal
  -  Le duc de Bragance
- Le duc et la duchesse de Guise
  -  Le comte et la comtesse de Paris
- Le prince du Grão-Para
  -  La princesse impériale titulaire du Brésil
  -  La princesse Pia-Maria
- Le grand-duc et la grande-duchesse titulaires de Toscane
- Le duc et la duchesse de Wurtemberg
- La comtesse de Caserte
  -  Le duc et la duchesse de Calabre
- Le duc et la duchesse de Parme
  - La duchesse douairière de Parme
  - La comtesse de Bardi
- L'impératrice Zita
  -  L'archiduc héritier Otto
  -  L'archiduchesse Adélaïde
  -  L'archiduc Robert
  -  L'archiduc Félix
  -  L'archiduc Charles-Louis
  -  L'archiduc Rodolphe
  -  L'archiduchesse Charlotte
  -  L'archiduchesse Élisabeth
  -  L'archiduchesse Marie-Thérèse
  -  L'archiduchesse Blanche, née infante d'Espagne et fille de France[9]
  -  L'archiduchesse Immaculée[9]
- La duchesse en Bavière